# Đại học La Trobe
Viện Đại học La Trobe hay Đại học La Trobe (tiếng Anh: La Trobe University)) là một viện đại học có nhiều cơ sở đào tạo (campus), tọa lạc ở bang Victoria, Úc. Cơ sở đào tính chính của La Trobe đặt tại ngoại ô Melbourne thuộc vùng Bundoora; hai cơ sở lớn khác nằm ở thành phố Victoria của Bendigo và trung tâm vùng biên giữa New South Wales và Victoria ở Albury-Wodonga. Trường có một số cơ sở đào tạo nhỏ hơn ở Mildura, Shepparton, và Beechworth cũng như một cơ sở ở trung tâm thương mại của Melbourne. La Trobe cũng đưa ra một số khóa học ở nước ngoài như Trung Quốc, Hàn Quốc, Hồng Kông, Singapore, Malaysia, Việt Nam và Pháp.
La Trobe được công nhận là trường nằm trong top 10 trường đại học ở Úc và vào năm 2005 được xếp trong top 100 trường đại học trên thế giới. La Trobe có những khóa học đại học và sau đại học với năm khoa chính, bao quát tất cả các lĩnh vực học tập chính. La Trobe được xem là đặc biệt ở những lĩnh vực nghệ thuật và nhân văn; điều này phản ánh trong THES năm 2005, nơi nó được xếp là một trong 25 cơ sở hàng đầu trên thế giới về ngành này và đứng thứ 3 ở nước Úc. Trường cũng có danh tiếng trên thế giới về y sinh học và khoa học.

## Lịch sử
La Trobe là một viện đại học được ủy quyền của Victoria. Trường được thành lập sau khi một Đạo luật được thông qua tại Nghị viện bang Victoria vào tháng 12 năm 1964, theo một đề nghị của Ủy ban Đại học Thứ ba. La Trobe bắt đầu hoạt động vào năm 1967, trở thành trường trường đại học thứ ba được thành lập ở Melbourne, sau Đại học Melbourne (1853) và Đại học Monash (1958). Trường được đặt theo tên của Charles Joseph La Trobe, Thống đốc đầu tiên của bang Victoria.
Nhiều cư dân Victoria đáng nổi bật có liên quan đến quá trình thành lập La Trobe, họ đều tin rằng việc tăng cường nghiên cứu và học tập ở bang Victoria là rất quan trọng. Một trong những cá nhân chính liên quan đến quá trình thành lập là Davis McCaughey, người sau này trở thành Thống đốc bang Victoria. Trường được thủ tướng bang Victoria Henry Bolte, người với chính quyền của mình đã rất nhiệt thành trong việc xây dựng nên ngôi trường, đã chính thức mở cửa nhà trường vào năm 1967 trong một buổi lễ với nhiều chức sắc tham dự như Thủ tướng Úc Ngài Robert Menzies. Công việc giảng dạy bắt đầu tại cơ sở Bundoora vào học kỳ đầu tiên vào năm đó. Bổ sung cho những khóa học chuyên sâu về nhân văn là một nền tảng khoa học mạnh mẽ và trong vài năm, là khóa học về khoa học nông nghiệp hàng đầu của bang (bắt đầu năm 1968).
Cơ sở Bendigo của La Trobe có thời điểm hình thành từ năm 1873: trường Cao đẳng Giáo dục Nâng cao Bendigo chính thức nhập vào Đại học La Trobe vào năm 1991, kết thúc quá trình bắt đầu từ cuối thập niên 1980 như một phần của cải cách Dawkins đối với giáo dục cấp cao. Trong suốt quá trình sáp nhập, một vấn đề gây tranh cãi đã nổ ra khi văn phòng chính của trường đại học ở Bundoora nêu lên lo ngại về tiêu chuẩn học thuật ở trường Cao đẳng Bendigo. Điều này dẫn tới sự phản đối công khai trong đó sinh viên trường Cao đẳng Bendigo đã đe dọa tờ Quảng cáo Bendigo vì đã đăng vấn đề này lên báo. Vài tờ báo bị đốt trong cuộc phản đối.
Việc đưa vào Học viện Giáo dục Cấp ba Wodonga diễn ra trong cùng năm đó.
Đại học ngày càng phát triển kể từ khi mở cửa, có được danh tiếng mạnh mẽ ở nhiều lĩnh vực. Điều này một phần do năng lực của đội ngũ học thuật mà La Trobe đã đưa về. Vài vị này hiện vẫn còn ở lại trường, giờ đã trở thành một trong những trí thức nổi bật ở Úc. (Xem Danh sách nhân sự Đại học La Trobe)
Trong thời gian gần đây trường đã phải chịu sự cắt giảm chi phí từ chính phủ, một vấn đề hầu hết các cơ sở giáo dục cao cấp ở Úc đều phải đối mặt. Dù sao về một số phương diện La Trobe đã mất mát đi nhiều hơn so với các mặt khác. Ví dụ, Phân khoa Lịch sử tại đại học một thời là cơ sở giáo dục lớn nhất ở Úc, nhưng nay do cắt giảm chi phí đã thu hẹp đáng kể về quy mô. Vào năm 1999 Phân khoa Âm nhạc đã đóng cửa do cắt giảm quỹ.
Vấn đề tài chính hiện đã được giải quyết gần như ổn thỏa và La Trobe là một trong hai trường đại học duy nhất ở Úc có xếp hạng tín chỉ AA (cùng với Đại học Quốc gia Úc).
Giáo dục cấp cao gần đây đã được cải cách bởi chính phủ của Horward cho phép các trường đại học ở Úc tăng học phí và tăng số lượng sinh viên trả đủ học phí, và mặc dù một lượng lớn sinh viên phản đối chuyện này, La Trobe vẫn có lợi từ cuộc cải cách này, tăng học phí lên 25% vào năm 2005.
Paul Johnson, trước đây là phó khoa Khoa Kinh tế London, là Phó hiệu trưởng trường Đại học La Trobe từ tháng 3 năm 2007. Trước Johnson là Roger Parish, làm phó hiệu trưởng tạm thời trong vài tháng, và Brian Stoddart, người giữ vị trí này vào tháng 12 năm 2005 (phê chuẩn vào ngày 6 tháng 2 năm 2006) sau khi người tiền nhiệm Michael Osborne từ chức. Osborne đã tại vị từ năm 1990 và trong một sự kiện gây tranh cãu nhất trong lịch sử điều hành của trường, nhiệm kỳ của ông đã được Hiệu trưởng thời đó Nancy Millis kéo dài thêm 7 năm vào năm 1994 mà không thông qua hội đồng quản trị. Paul Johnson, Phó khoa Khoa Kinh tế London và là giáo sư sử kinh tế, đã được lựa chọn để thay thế Brian Stoddart làm Phó hiệu trưởng mới.
Hiệu trưởng hiện nay là Sylvia Walton, AO, đã được Hội đồng Đại học chỉ định vào ngày 23 tháng 4 năm 2006 sau khi Nancy Millis chỉ hưu.
Thống đốc trước đây của bang Victoria, Richard McGarvie, đã là hiệu trưởng trường từ năm 1981-1992.
Trường tiếp tục mở rộng, với việc mở cửa Công viên Nghiên cứu và Phát triển ở Bundoora, và sau đó mở cửa địa điểm Cao đẳng Giáo dục Cao cấp thứ hai ở Melbourne.
Viện Nghiên cứu châu Phi của trường, trung tâm nghiên cứu châu Phi lớn duy nhất ở Australasia, đóng cửa vào cuối năm 2006.
La Trobe có sự liên kết chặt chẽ với nhiều bệnh viện ở Melbourne, gồm có Bệnh viện Phụ nữ Hoàng gia, Bệnh viện Nhi đồng Hoàng gia và Bệnh viện Austin.
Khẩu hiệu của trường, "Qui cherche trouve", trong tiếng Pháp có nghĩa là Ai đi tìm sẽ tìm thấy. Đây cũng là khẩu hiệu của dòng họ La Trobe.

## Thứ hạng
Những nghiên cứu của Viện Melbourne vào năm 2006 xếp hạng các trường đại học ở Úc với bảy lĩnh vực môn học chính: Nghệ thuật và Nhân văn, Kinh doanh và Kinh tế, Giáo dục, Kỹ thuật, Pháp luật, Y dược, và Khoa học.
Với mỗi ngành, Đại học la Trobe được xếp hạng như sau:
| Ngành                 | Xếp hạng 1* | Số trường | Xếp hạng 2* | Số trường |
| --------------------- | ----------- | --------- | ----------- | --------- |
| Nghệ thuật & Nhân văn | 6           | 38        | 7           | 35        |
| Kinh doanh & Kinh tế  | 12          | 39        | 15          | 34        |
| Giáo dục              | 17          | 35        | 7           | 32        |
| Kỹ thuật              | 20          | 28        | 21          | 28        |
| Pháp luật             | 14          | 29        | 14          | 28        |
| Y dược**              | -           | -         | -           | -         |
| Khoa học              | 11          | 38        | 16          | 31        |

.* Xếp hạng 1 để chỉ thứ hạng của các trường Học thuật ở Úc và hải ngoại trong bảng 3.1-3.7 trong bảng báo cáo. Xếp hạng 2 để chỉ đến xếp hạng về Chủ đề và Nghiên cứu trong bảng 5.1-5.7 trong bản báo cáo. Số trường để chỉ số trường học trong bảng mà trường La Trobe đang được so sánh
.** La Trobe không có khoa y dược.
Ấn bản sau xếp hạng các trường đại học trên toàn cầu. Đại học La Trobe xếp ở:
| Ấn bản                                 | Tr.bình | 1999 | 2000 | 2001 | 2002 | 2003    | 2004    | 2005    | 2006    | 2007 |
| -------------------------------------- | ------- | ---- | ---- | ---- | ---- | ------- | ------- | ------- | ------- | ---- |
| Times Higher Education Supplement      |         |      |      |      |      |         | 142     | 98      | u/r1    |      |
| Shanghai Jiao Tong University          |         |      |      |      |      | 401-450 | 404-502 | 401-500 | 301-400 |      |
| Newsweek                               |         |      |      |      |      |         |         |         |         |      |
| The Economist                          |         |      |      |      |      |         |         |         |         |      |
| AsiaWeek**                             |         |      |      |      |      |         |         |         |         |      |
| Financial Times MBA rank               |         |      |      |      |      |         |         |         |         |      |
| Economist Intelligence Unit's MBA rank |         |      |      |      |      |         |         |         |         |      |
| Webometrics                            |         |      |      |      |      |         |         |         | 422     |      |

1. u/r = chưa xếp hạng
2.AsiaWeek hiện đã dừng xuất bản.

## Các cơ sở

### Melbourne (Bundoora)
- Mở cửa 1967
- 26.000 sinh viên (2007)
- Các khoa: giáo dục, khoa học sức khỏe, khoa học xã hội và nhân văn, luật và quản lý, khoa học, công nghệ và kỹ thuật

Cơ sở Bundoora là một cơ sở giáo dục sáng lập của La Trobe và chính thức mở cửa vào năm 1967, khi La Trobe bắt đầu hoạt động. Cơ sở này nằm trên diện tích 3,3 kilômét vuông (nổi tiếng là campus đại học lớn nhất ở Nam Bán Cầu) và là ngôi nhà của hầu hết các trung tâm và học viện của Trường. Cơ sở là cơ sở chính của tất cả các khoa ở La Trobe trừ Khoa giáo dục, đặt ở Bendigo.
Bundoora có khoảng 20.000 sinh viên, do đó có nhiều cơ sở vật chất như nhà hàng, quán bar, cửa hàng, ngân hàng và triển lãm. Thư viện chính trong cơ sở, Borchardt, có trên một triệu đầu sách. Melbourne có số lượng sinh viên quốc tế cao thứ tư (sau New York City, Paris và Luân Đôn), điều này phản ánh rằng cơ sở Bundoora của La Trobe với hơn 60 quốc tịch hiện diện.
Bundoora cũng có cơ sở thể thao và giải trí phong phú như hồ bơi trong nhà, phòng thể dục, sân chơi, và sân vận động trong nhà. Cơ sở vật chất cũng được dùng thường xuyên làm cơ sở tập luyện của Câu lạc bộ bóng đá Essendon, và Câu lạc bộ bóng đã Kangaroos cũng xem xét việc chuyển hoạt động của họ về cơ sở.
Cơ sở đào tạo Bundoora cũng là nhà của Trung tâm y tế và Bệnh viện Đại học La Trobe. Khu bảo tồn hoang dã Melbourne, một phần của trường đại học, nằm kế bên cơ sở.
Trường đại học cũng là nơi đặt Trung tâm Đối thoại, một viện nghiên cứu đa ngành nghiên cứu sâu về những mâu thuẫn đa văn hóa và đa tín ngưỡng cụ thể, cả trong các vấn đề trong nước cũng như mối quan hệ quốc tế.

#### Công viên Nghiên cứu và Phát triển Đại học La Trobe
Công viên R&D mở cửa vòa năm 1993, kế bên Cơ sở đào tạo Melbourne (Bundoora). The R&D Park opened in 1993, adjacent to the Melbourne (Bundoora) Campus. Những cơ sở đang thuê ở đó bao gồm chi nhánh của Viện nghiên cứu Y học Walter và Eliza Hall, Trung tâm Pháp đình bang Victoria, một trung tâm nghiên cứu của Rio Tinto Group, Cơ quan Bảo vệ Môi trường (EPA), Trung tâm Nghiên cứu hợp tác Công nghệ Vaccine và CAVAL.
Vào năm 2005, chính quyền Bracks thông báo sẽ chi 20 triệu dollar để phát triển Trung tâm Khoa học Sinh học bang Victoria và công viên.
Cũng trong công viên R&D là Trung tâm Công ty Công nghệ Lưu trữ ngày 15 tháng 12 năm 2007 tại Wayback Machine - một vườn ươm kinh doanh dành cho các công ty mới về lĩnh vực Công nghệ thông tin, công nghệ sinh học và khoa học đời sống.

### Bendigo
- Mở cửa 1883
- Kết hợp với La Trobe 1991
- Gia nhập La Trobe 1994
- 3966 sinh viên (2005)
- Các khoa: giáo dục, khoa học sức khỏe, khoa học xã hội và nhân văn, luật và quản lý, khoa học, công nghệ và kỹ thuật

Cơ sở Bendigo hoạt động ở ba địa điểm.
Địa điểm lớn nhất là Cơ sở Edwards Rd. Cơ sở này nằm cách trung tâm Bendigo ba cây số và nằm trên 33 hécta đất. Nó là nơi đặt Khoa Giáo dục của trường và phần lớn các khoa khác cũng hoạt động ở đây. Thư viện Heyward cũng nằm ở đây.
Cơ sở Osbourne St là một cơ sở đào tạo nhỏ hơn của Bendigo chủ yếu dùng để đặt các cơ sở khảo thí và là nơi đặt Đường đua Điền kinh Bendigo Đại học La Trobe.
Phần nhỏ nhất trong ba cơ sở là Trung tâm Nghệ thuật Hình ảnh La Trobe. Đây là phòng triển lãm đặt khu vực nghệ thuật View Street của Bendigo, mở cửa vào năm 2005. Thiết kế kiến trúc của nó là một sự tranh cãi.
Công viên Sáng tạo Trung Victoria mở cửa vào tháng 12 năm 2003.
Cơ sở vật chất chính dùng vào Đại hội thể thao Thanh niên Khối thịnh vượng chung năm 2004 đặt tại Bendigo La Trobe. Những vận động viên người Scotland đã ở Khu cư xá trong Đại hội thể thao Thịnh vượng chung tháng 3 năm 2006.
Giữa năm 1994 và 2005, chương trình giảng dạy của Bendigo La Trobe được tách ra khỏi cơ sở Bundoora, được một Khoa Phát triển khu vực gồm nhiều khoa điều hành. Tất cả các cơ sở có chọn những khóa học riêng từ cả Bundoora và Bendigo. Việc này kết thúc vào năm 2005.

### Albury-Wodonga
- Mở cửa 1988
- Gia nhập La Trobe 1991
- 1104 sinh viên (2005)
- Các khoa: giáo dục, khoa học sức khỏe, khoa học xã hội và nhân văn, luật và quản lý, khoa học, công nghệ và kỹ thuật

Trước khi trở thành một phần của La Trobe, đây là một cơ sở giáo dục riêng lẻ của Viện Giáo dục cấp 3 Wodonga. Cơ sở cùng nằm chung với Viện này, cả hai cùng chia sẻ các cơ sở vật chất với nhau.

### Melbourne (thành phố)

#### Franklin St
- Mở cửa 199?
- Đóng cửa 2007
- 453 sinh viên (2005)
- Các khoa: Khoa học sức khỏe, luật và quản lý

Cơ sở này nằm ở đường Franklin ở khu trung tâm thương mại của Melbourne. Cơ sở này được dùng chủ yếu để học sau đại học và đặt một vài trung tâm nghiên cứu của trường.

#### La Trobe St
- Sẽ mở cửa vào năm 2009

Vào tháng 2 năm 2004 La Trobe thừa hưởng di sản trong đó có tòa nhà Argus ở góc đường La Trobe và Đường Elizabeth. 50 triệu dollar Úc sẽ được dùng vào tòa nhà sáu tầng rộng 2000 mét vuông, bao gồm việc gắn thêm 3 tầng. Nơi này sẽ được Khoa Pháp luật La Trobe và khoa kinh doanh sau đại học sử dụng. Trường đại học đang tìm một cơ sở đào mới và chọn tòa nhà Argus vì vị trí của nó, việc nó nằm gần Tòa nhà Tòa án Liên bang và những di sản của nó. Trường sẽ điều hành cả hai cơ sở thành phố với đường vị trí ở đường Franklin tập trung về sức khỏe và y sinh học. Việc cải tạo công trình sẽ kết thúc trễ 1 năm và chi tiêu vượt mức do sự cố miăng ở tòa nhà cũ.

### Mildura
- Mở cửa 1996
- 320 sinh viên (2005)
- Các khoa: giáo dục, khoa học sức khỏe, khoa học xã hội và nhân văn, pháp luật và quản lý

Cơ sở Mildura chính nằm chung với cơ sở chính của Viện Giáo dục cấp 3 Sunraysia. Những cơ sở và các khoa giáo dịch cấp 3, các viện nghiên cứu ở cơ sở này cùng chia sẻ các cơ sở vật chất với nhau.
Cơ sở Mildura mở cửa vào năm 2006 trong văn phòng Trồng trọt Mildura cũ, kế bên "Gallery 25", một phòng triển lãm nghệ thuật mà La Trobe tham gia thành lập vài năm trước.

### Shepparton
- Mở cửa 1994  Lưu trữ ngày 12 tháng 10 năm 2007 tại Wayback Machine
- 291 sinh viên (2005)
- Các khoa: giáo dục, khoa học xã hội và nhân văn, luật và quản lý

Cơ sở Shepparton nằm trung với Viện Giáo dục cấp 3 Goulburn Ovens. Vào năm 2007, giai đoạn đầu tiên của việc mở rộng cơ sở với 22,2 triệu dollar đã được thông báo .

### Trung tâm Bouverie (Flemington)
- Mở cửa 1996
- 60 sinh viên (2003)[14]
- Các khoa: khoa học sức khỏe

Trung tâm Bouverie ban đầu là một phòng mạch khám tâm lý trẻ em ở Carlton, nhưng sau nhiều thay đổi, trở thành một phần của La Trobe vào năm 1996, và di chuyển đến Flemington trong cùng năm đó. Hiện nó cung cấp dịch vụ sức khỏe tâm lý gia đình, và những chỉ dẫn giáo dục liên quan.

### Beechworth
- Mở cửa 2001
- 0 sinh viên (2005)

Hoạt động chủ yếu như một trung tâm chức năng, tuy nhiên một số khóa học chủ yếu được đưa đến cơ sở Albury/Wodonga cũng được đưa đến đây. Sinh viên từ Khoa Giáo dục tại Albury/Wodonga sẽ trải qua một nửa số giờ liên lạc tại cơ sở Beechworth. Sinh viên du lịch cũng phải bỏ ra vài ngày ở đó và sinh viên Sức khỏe cộng đồng sau đại học phải hoàn thành khóa học xã hội học tập trung tại cơ sở.
Cơ sở Beechworth đã từng là nơi có Bệnh viện thần kinh Beechworth, thành lập năm 1867 và sau đó đổi tên thành "Bệnh viện Mayday Hills". Bệnh viện ngừng hoạt động vào năm 1995  Lưu trữ ngày 15 tháng 6 năm 2005 tại Wayback Machine.

### Mount Buller
- Mở cửa 1997
- Đóng cửa 2007
- 95 sinh viên (2005)

Cơ sở này tập trung làm nơi đón khách trong thời gian tồn tại 1 thập kỷ của nó.
Việc đóng cửa một cách tranh cãi sau một chuyến thăm của cơ quan quản lý Đại học cấp cao vào đầu năm 2006. Thông báo đóng cửa dường như không được chuẩn bị trước. Nguyên nhân đặc biệt của việc này đáng chú ý do việc cơ quan quản lý cấp cao đầu tiên thông báo kế hoạch đóng cửa và hẹn một cuộc họp với cán bộ công nhân viên để trả lời cho những câu hỏi đặt ra từ thành viên hội đồng.

### Carlton
- Mở cửa 1966
- Gia nhập La Trobe 1988
- Đóng cửa 1998

Cơ sở này là cơ sở đào tạo gốc của Viện Khoa học sức khỏe Lincoln. Trước đó, viện này hoạt động ở nơi khác từ năm 1908.
Phần lớn hoạt động của cơ sở đã chuyển đến cơ sở Bundoora khi nó đóng cửa, một số trở lại thành phố ngay sau đó trong cơ sở mới ở đường Franklin.

### Abbotsford
- Mở cửa 1986
- Gia nhập La Trobe 1988
- Đóng cửa 1995  Lưu trữ ngày 26 tháng 9 năm 2007 tại Wayback Machine

Cơ sở này trước đây là một cơ sở đào tạo của Viện Khoa học sức khỏe Lincoln, và trở thành một phần của La Trobe khi nó mua lại học viện này.
Vị trí này trước đây là nhà của "Tu viện Good Shepherd" của Thiên chúa giáo. Cơ sở này hoạt động từ năm 1863, và mục đích chính của nó là "cải tạo và giáo dục các bé gái có vấn đề" .
Vào năm 1974, vị trí này được chính quyền bang Victoria mua lại để đặt cơ sở đào tạo cho Viện Lincoln và "Viện Trẻ sơ sinh" của Cao đẳng bang Victoria (một trường cao đẳng đào tạo giữ trẻ) Lưu trữ ngày 17 tháng 12 năm 2007 tại Wayback Machine. Những cơ sở này mở cửa vào năm 1986  (mặc dù viện Trẻ sơ sinh giờ là một phần của trường Cao đẳng Giáo dục Cao Melbourne). Cơ sở Trẻ sơ sinh trở thành một phần của Đại học Melbourne vào năm 1989, và sau đó đóng cửa.

### Wangaratta
- Chưa mở cửa

Vào năm 2007, La Trobe có kế hoạch mở một "nút đào tạo" cùng đặt chung với cơ sở Wangaratta của Viện Giáo dục cấp 3 Goulburn Ovens.   Lưu trữ ngày 9 tháng 10 năm 2007 tại Wayback Machine

### Seymour
- Chưa mở

Vào năm 2007, La Trobe có kế hoạch mở một "nút đào tạo" cùng đặt chung với cơ sở Seymour của Viện Giáo dục cấp 3 Goulburn Ovens   Lưu trữ ngày 9 tháng 10 năm 2007 tại Wayback Machine.

### Swan Hill
- Chưa mở

Vào năm 2009, La Trobe có kế hoạch mở một "nút đào tạo" cùng đặt chung với cơ sở Seymour của Viện Giáo dục cấp 3 Sunraysia.  Lưu trữ ngày 9 tháng 10 năm 2007 tại Wayback Machine

## Hợp tác quốc tế
La Trobe cung cấp một số khóa học ở vài địa điểm ở nước ngoài. Khóa học chủ yếu về các lĩnh vực tài chính, kinh tế, quản lý, y sinh học, sức khỏe và ngôn ngữ học. Những khóa học này chủ yếu được cung cấp ở các nước châu Á với những nước như Trung Quốc, Nhật Bản, Malaysia, Singapore và Việt Nam. Những khóa học này cũng được cung cấp ở Pháp.
La Trobe có hợp tác với những cơ sở giáo dục khác trên khắp thế giới, nơi những khóa học của La Trobe được cung cấp hoặc chương trình trao đổi. Đa số những đối tác nằm ở châu Âu và châu Á. Các chương trình trao đổi mạnh nhất là với các trường Đại học Duke, Cao đẳng Trinity, Dublin, Đại học California, Đại học Carlo Cattaneo, Đại học Hamburg, Đại học Oslo, Đại học Barcelona, Đại học Tachibana Kyoto, Đại học Hiroshima, Đại học Tilburg, Đại học Stockholm, Đại học McGill, Đại học Alaska Fairbanks.